# Vụ bắt giữ con tin trường học Beslan
Vụ bắt giữ con tin trường học Beslan, vụ bao vây trường học Beslan (còn được gọi là Cuộc khủng hoảng con tin trường học Beslan hay vụ thảm sát Beslan)  bắt đầu vào ngày 1 tháng 9 năm 2004, kéo dài ba ngày, liên quan đến việc bắt giữ bất hợp pháp hơn 1.100 người làm con tin (bao gồm 777 trẻ em), và kết thúc với cái chết của ít nhất 334 người. Cuộc khủng hoảng bắt đầu khi một nhóm phiến quân Hồi giáo có vũ trang, chủ yếu là Ingush và Chechen, chiếm Trường số một (SNO) tại thị trấn Beslan, Bắc Ossetia (một nước cộng hòa tự trị ở vùng Bắc Caukasus thuộc Liên bang Nga) vào ngày 1 tháng 9 năm 2004. Những kẻ bắt giữ con tin là Riyad-us Saliheen, được lãnh chúa Chechen Shamil Basayev, người yêu cầu công nhận sự độc lập của Chechnya cũng như yêu cầu Nga rút khỏi Chechnya, gửi đến. Vào ngày thứ ba của cuộc đình công, lực lượng an ninh Nga đã xông vào tòa nhà bằng cách sử dụng xe tăng, tên lửa gây cháy và các vũ khí hạng nặng khác. Tính đến tháng 12 năm 2006, 334 người (không bao gồm những kẻ khủng bố) đã bị giết,  bao gồm 186 trẻ em.
Sự kiện này đã dẫn đến hậu quả an ninh và chính trị ở Nga; đáng chú ý nhất, nó đã góp phần vào một loạt các cải cách của chính phủ liên bang củng cố quyền lực ở Điện Kremlin và củng cố quyền lực của Tổng thống Nga. Kể từ năm 2016, các khía cạnh của cuộc khủng hoảng liên quan đến các chiến binh tiếp tục gây tranh cãi: các câu hỏi vẫn còn liên quan đến việc có bao nhiêu kẻ khủng bố, bản chất của sự chuẩn bị của họ và liệu một bộ phận của nhóm đã trốn thoát. Các câu hỏi về việc quản lý khủng hoảng của chính phủ Nga cũng vẫn tồn tại, bao gồm các cáo buộc về thông tin sai lệch và kiểm duyệt trên các phương tiện truyền thông, liệu các nhà báo có mặt tại Beslan có được phép tự do đưa tin về cuộc khủng hoảng này hay không, bản chất và nội dung của các cuộc đàm phán với những kẻ khủng bố, phân bổ trách nhiệm cho kết quả cuối cùng, và nhận thức rằng lực lượng quân sự quá mức đã được sử dụng.
Tòa án Nhân quyền Châu Âu (ECHR) trong phán quyết năm 2017 đã chỉ trích Nga vì đã không thực hiện đầy đủ các biện pháp phòng ngừa trước sự kiện này và vì đã sử dụng vũ lực gây chết người quá mức khi kết luận cuộc bao vây vi phạm "quyền được sống".